# Rick Weitzman
Richard L. „Rick” Weitzman (ur. 30 kwietnia 1946) – amerykański koszykarz, występujący na pozycji obrońcy, mistrz NBA z 1968.

## Osiągnięcia
NBA
- Mistrz NBA (1968)[1]